# Jean Baptiste Philibert Vaillant
Jean Baptiste Philibert Vaillant, född den 6 december 1790 i Dijon, död den 4 juni 1872 i Paris, var en fransk greve, militär och politiker.
Vaillant genomgick polytekniska skolan, blev 1809 officer vid ingenjörkåren och deltog 1812 som kapten i ryska fälttåget. Fången i slaget vid Kulm (1813), frigavs han efter krigets slut (1814), men kämpade under de hundra dagarna (1815) för Napoleon. Tagen till nåder av Ludvig XVIII, befordrades Vaillant på grund av sina förtjänster vid Algers intagande 1830 till överstelöjtnant och vid Antwerpens till överste 1833. Efter att i fyra år ha fört befälet över ingenjörtrupperna i Algeriet och sedermera lett en del av befästningsarbetena vid Paris blev Vaillant 1845 divisionsgeneral. Som general Oudinots närmaste man ledde han belägringen av Rom 1849, då en fransk kår skulle återerövra staden åt påven, och betvang staden. Vaillant blev 1851 marskalk av Frankrike samt var 1854-59 krigsminister och under italienska fälttåget (1859) generalstabschef. Som minister för det kejserliga huset (sedan 1860) inlade han stora förtjänster om den dramatiska litteraturen och de sköna konsterna. Efter revolutionen 1870 drog Vaillant sig för en tid undan till Spanien. 